# 季庄镇
季庄镇，原为季庄乡，是中华人民共和国山西省忻州市定襄县下辖的一个乡镇级行政单位。2021年5月，撤乡设镇。

## 行政区划
季庄镇下辖以下地区：
季庄村、前营村、后营村、西庄头村、南林木村、北林木村、凉楼台村、邱村、阎徐庄村、横山村、龙湾村和虎山村。